# 생퇴스타슈 교회
생퇴스타슈 교회(프랑스어: Église Saint-Eustache de Paris)는 프랑스 파리 1구에 있는 교회이다. 현재의 건물은 1532년부터 1633년 사이에 지어졌다.
파리의 중세 시장(포럼 데 알)과 몽토르게이 거리(rue Montorgueil) 근처에 위치한 생퇴스타슈 교회는 노트르담 대성당에 이어 파리에서 두 번째로 큰 교회 건축물이며 다양한 건축 양식이 혼합된 대표적인 종교 건축물이다. 전체적인 외부 구조는 플랑부아양 양식이며 실내 장식 및 기타 세부 장식은 프랑스 르네상스 건축 양식과 고전주의 건축 양식으로 되어 있다.
2019년 4월 발생한 노트르담 대성당 화재 이후 2019년 파리 노트르담 대성당의 부활절 미사는 생퇴스타슈 교회에서 진행되었다.